# Polygonia f-album
Polygonia f-album är en fjärilsart som beskrevs av Eugen Johann Christoph Esper 1783. Polygonia f-album ingår i släktet Polygonia och familjen praktfjärilar. Inga underarter finns listade i Catalogue of Life.